# Relais 4 × 400 mètres féminin aux championnats du monde d'athlétisme 1983
Navigation
Rome 1987
L'épreuve du relais 4 × 400 mètres féminin des championnats du monde d'athlétisme 1983 s'est déroulée les 13 et 14 août 1983 dans le Stade olympique d'Helsinki, en Finlande. Elle est remportée par l'équipe d'Allemagne de l'Est (Kerstin Walther, Sabine Busch, Marita Koch et Dagmar Rübsam-Neubauer).

## Résultats

### Finale
| Rang               | Pays                 | Athlètes                                                                          | Temps         | Notes |
| ------------------ | -------------------- | --------------------------------------------------------------------------------- | ------------- | ----- |
| Médaille d'or      | Allemagne de l'Est   | Kerstin Walther Sabine Busch Marita Koch Dagmar Rübsam-Neubauer                   | 3 min 19 s 73 |       |
| Médaille d'argent  | Tchécoslovaquie      | Tatána Kocembová Milena Strnadová Zuzana Moravcikova Jarmila Kratochvílová        | 3 min 20 s 32 |       |
| Médaille de bronze | Union soviétique     | Yelena Didilenko-Korban Marina Ivanova-Kharlamova Irina Baskakova Mariya Pinigina | 3 min 21 s 16 |       |
| 4                  | Canada               | Charmaine Crooks Jillian Richardson Molly Killingbeck Marita Payne-Wiggins        | 3 min 27 s 41 |       |
| 5                  | États-Unis           | Roberta Belle Easter Gabriel Rosalyn Bryant Denean Howard-Hill                    | 3 min 27 s 57 |       |
| 6                  | Allemagne de l'Ouest | Rita Daimer Ute Thimm Gisela Gottwald Gaby Bussmann                               | 3 min 29 s 43 |       |
| 7                  | Bulgarie             | Svobodka Damyanova Rositsa Stamenova Katya Ilieva Galina Penkova                  | 3 min 30 s 36 |       |
| 8                  | Roumanie             | Iulia Radu Daniela Matei Cristieana Cojocaru-Matei Elena Lina                     | 3 min 35 s 61 |       |

## Légende
Records et Performances
- AR : Record continental (area record)
- CR : Record des championnats (championship record)
- MR : Record du meeting (meet record)
- NR : Record national (national record)
- OR : Record olympique (olympic record)
- PR : Record paralympique (paralympic record)
- PB : Record personnel (personal best)
- SB : Meilleure performance personnelle de la saison (season's best)
- WL : Meilleure performance mondiale de l'année (world leader)
- WJR : Record du monde junior (world junior record)
- WR : Record du monde (world record)

Circonstances et Conditions
- DNF : N'a pas terminé (did not finish)
- DNS : N'a pas pris le départ (did not start)
- DQ : Disqualification (disqualification)
- NM : Aucun essai valable enregistré (No Mark)
- Q : Qualifié « directement » au prochain tour (ou à la prochaine compétition), lors d'une compétition majeure, grâce au classement ou à la réalisation des minima (automatic qualifier)
- q : Qualifié au prochain tour (ou à la prochaine compétition), lors d'une compétition majeure, grâce au repêchage ou à la réalisation de l'une des meilleures performances parmi celles des « non qualifiés directement » (grâce au meilleur temps ou à la meilleure distance par exemple) (secondary qualifier)